# Patrik Greblo
Patrik Greblo, slovenski dirigent, skladatelj in aranžer zabavne glasbe, * 23. maj 1972, Koper.

## Življenjepis
Greblo je leta 1995 na Berklee College of Music v Bostonu zaključil študij aranžiranja in kompozicije, v dirigiranju je se izpopolnjeval pri Georgeu Monseurju in Georgeu Pehlivanianu. Je avtor oz. soavtor preko 300 glasbenih del za najrazličnejše zasedbe, predvsem popevk, scenske glasbe in instrumentalnih del za različne glasbene sestave. Zanje je prejel več nagrad na glasbenih festivalih v tujini in doma, med drugim je bil avtor in aranžer zmagovalne slovenske popevke leta 2006 z naslovom Belo nebo v vokalni izvedbi Anike Horvat leta 2008 z naslovom Šopek maka v vokalni izvedbi Anžeja Dežana ter leta 2010 z naslovom "Otok ljubezni" v vokalni izvedbi Darje Švajger.
Sprva je bil zaposlen kot novinar, voditelj in urednik na RTV Slovenija, nato kot glasbeni in programski vodja založbe Helidon, med letoma 2004 in 2008 pa je bil zaposlen kot direktor kulturno-kongresnega centra Avditorij Portorož. Sicer od leta 1996 deluje kot samostojni podjetnik na področju glasbene, televizijske in prireditvene dejavnosti. Je tudi večletni predsednik odbora za zaščito avtorskih pravic SAZAS in član Društva slovenskih skladateljev. Je ustanovitelj, aranžer in producent pevskega tria Eroika ter glasbeni vodja glasbenoscenskih predstav (muzikal »Juri Muri v Afriki«, muzikal »Mala prodajalna groze«, muzikal "Avenija Q", »Besede ljubezni«), televizijskih oddaj (Povabilo na ples, Zlatolaska, Zvezde pojejo, Parada), osrednjih državnih proslav in spektaklov v Sloveniji in na tujem (muzikal "Mamma mia", 2Cellos s simfoničnim orkestrom, idr) . Od leta 2012 do 2018 je vodil organizacijsko enoto glasbena produkcija RTV Slovenija, odtlej pa je na RTV Slovenija zaposlen kot glasbeni vodja orkestrskih projektov.
21. junija 2022 je bil izvoljen za vršilca dolžnosti direktorja Televizije Slovenija. Leta 2022 zaradi pomanjkljivosti ni nastopil na lokalnih volitvah kjer bi kandidiral za župana Mestne občine Koper.

## Slovenski nacionalni izbor za pesem Evrovizije
- 1998: Kje pesem je doma - s Karmen Stavec (7. mesto)